# Mariliasuchus amarali
Mariliasuchus amarali è un genere estinto di rettili, appartenente ai crocodilomorfi. Visse nel Cretaceo superiore (circa 70 milioni di anni fa) e i suoi resti sono stati ritrovati in Sudamerica (Brasile, nei pressi di Marília).

## Descrizione
L'aspetto di questo animale, di piccole dimensioni, era decisamente diverso da quello dei coccodrilli attuali. Il cranio, in particolare, era del tutto differente: le narici erano rivolte in avanti, al contrario delle forme odierne che le hanno posizionate verso l'alto per poterle tenere fuori dall'acqua quando sono sommersi. Gli occhi di Mariliasuchus erano laterali e molto grandi. Il muso era corto e la dentatura molto complessa: erano presenti denti simili a incisivi, canini e molari (simili a quelli dei mammiferi). Stranamente, i denti più anteriori erano diretti quasi orizzontalmente; i canini erano molto grandi e aguzzi, simili a vere e proprie zanne. Sembra che tra gli esemplari di Mariliasuchus esistesse un notevole grado di varietà, e ciò forse indicava uno spiccato dimorfismo sessuale. Dalla forma delle ossa delle mascelle, inoltre, si è potuto stabilire che vi fossero forti muscoli masticatori, che indicano una notevole attività mandibolare.

## Classificazione
Il mariliasuco è un rappresentante dei notosuchi, un gruppo di rettili simili a coccodrilli sviluppatisi notevolmente durante il Cretaceo superiore. In particolare, questa forma sembra imparentata con Comahuesuchus (Zaher et al., 2006), un altro piccolo "coccodrillo" del Sudamerica. Dalle stesse formazioni che hanno restituito i fossili di Mariliasuchus provengono i resti di altri notosuchui, Adamantinasuchus.

## Stile di vita
Al contrario dei coccodrilli attuali, il mariliasuco doveva essere un animale terrestre. A causa della forma dei denti molariformi, è possibile che questo animale si cibasse di vegetali, ma in effetti non è chiara quale fosse la funzione della strana dentatura di Mariliasuchus. Secondo uno studio (Vasconcellos et al., 2002) vi sarebbero somiglianze con la dentatura dei maiali. Sembra inoltre che, durante la sua crescita, il cranio di Mariliasuchus diventasse via via più resistente e compresso lateralmente.